# Kemar Mowatt
Kemar Mowatt (* 12. März 1995) ist ein jamaikanischer Leichtathlet, der hauptsächlich im 400-Meter-Hürdenlauf an den Start geht.

## Sportliche Laufbahn
Kemar Mowatt stammt aus dem Saint Elizabeth Parish im Südwesten Jamaikas. Er tritt seit 2013 in Wettkämpfen im 400-Meter-Hürdenlauf an. Bis 2014 verbesserte er sich um mehr als vier Sekunden bis auf 52,03 s. Von 2014 bis 2015 besuchte er das Munro College in seiner Heimat, bevor er nach dem Abschluss in die USA zog, wo er an der Arkansas State University ein Masterstudium der Geologie aufnahm. Zudem trat er deren Sportteam, den Arkansas Razorbacks, bei und startete für es in den kommenden Jahren über verschiedenste Distanzen im Sprintbereich. 2017 fokussierte er sich wieder verstärkt auf die 400 Meter Hürden und blieb zunächst im April erstmals unter der Marke von 50 Sekunden. Bis zum Juni steigerte er sich auf eine Bestzeit von 48,49 s. Damit erfüllte er sich Qualifikation für die Weltmeisterschaften Anfang August in London. Bevor er in London an den Start ging, gewann er die Silbermedaille bei den Jamaikanischen Meisterschaften. Bei seiner WM-Premiere gelang es ihm mit jeweils zwei vierten Plätzen in seinem Vor- und Halbfinallauf in das Finale einzuziehen. Darin erreichte er mit einer Zeit von 48,99 s ebenfalls als Vierter das Ziel. 2018 gewann Mowatt die Bronzemedaille bei den Jamaikanischen Meisterschaften, bevor er schließlich 2019 erstmals den Meistertitel erringen konnte. Mit seiner Siegeszeit von 48,70 erfüllte er die Norm, um Ende September in Doha erneut bei den Weltmeisterschaften an den Start gehen zu können. Zuvor trat Mowatt im August bei den Panamerikanischen Spielen in Lima an, bei denen er die Bronzemedaille gewinnen konnte. Später in Doha gelang es ihm, in das Halbfinale einzuziehen, in dem er allerdings als Siebter seines Laufes ausschied.
2021 gewann Mowatt die Bronzemedaille bei den Jamaikanischen Meisterschaften und qualifizierte sich zudem für die Olympischen Sommerspiele in Tokio. Dort gelang es ihm in das Halbfinale einzuziehen, in dem er als Fünfter seines Laufes am Finaleinzug scheiterte. 2022 trat er in den USA zu seinen dritten Weltmeisterschaften an. Er erreichte das Halbfinale, in dem er als insgesamt Neuntplatzierter nur äußerst knapp den Finaleinzug verpasste.

## Wichtige Wettbewerbe
| Jahr                | Veranstaltung           | Ort                 | Platz               | Disziplin           | Zeit                |
| Startet für Jamaika | Startet für Jamaika     | Startet für Jamaika | Startet für Jamaika | Startet für Jamaika | Startet für Jamaika |
| ------------------- | ----------------------- | ------------------- | ------------------- | ------------------- | ------------------- |
| 2017                | Weltmeisterschaften     | London              | 4.                  | 400 m Hürden        | 48,99 s             |
| 2019                | Panamerikanische Spiele | Lima                | 3.                  | 400 m Hürden        | 49,09 s             |
| 2019                | Weltmeisterschaften     | Doha                | 16.                 | 400 m Hürden        | 49,32 s             |
| 2021                | Olympische Sommerspiele | Tokio               | 14.                 | 400 m Hürden        | 48,95 s             |
| 2022                | Weltmeisterschaften     | Eugene              | 9.                  | 400 m Hürden        | 48,59 s             |

## Persönliche Bestleistungen
Freiluft
- 400 m: 48,70 s, 25. März 2014, Kingston
- 400 m Hürden: 48,49 s, 9. Juni 2017, Eugene

Halle
- 60 m Hürden: 6,98 s, 30. Januar 2015, Houston
- 400 m: 46,15 s, 24. Februar 2018, College Station